# Dundrum (Noord-Ierland)
Dundrum (Iers: Dún Droma) is een plaats in het Noord-Ierse district Down.
Dundrum telt 1062 inwoners. Van de bevolking is 39% protestant en 57,3% katholiek.